# Hypopyra bimaculata
Hypopyra bimaculata är en fjärilsart som beskrevs av Embrik Strand 1914. Hypopyra bimaculata ingår i släktet Hypopyra och familjen nattflyn. Inga underarter finns listade i Catalogue of Life.